# Механика свободы
Механика свободы — книга американского экономиста Дэвида Д. Фридмана, в которой он отстаивает анархо-капиталистическое общество с позиций консеквенциализма.
Книга была опубликована в 1973 году, второе издание вышло в 1989 году, а третье — в 2014 году.

## Аннотация
Цель книги — показать, что право и его исполнение не требуют наличия государства, а могут поддерживаться непринудительным частным предпринимательством и благотворительностью. В ней исследуются последствия либертарианской мысли, описываются примеры обществ без государства (например, Исландское содружество) и предлагается личное заявление автора о том, почему он стал либертарианцем. В книге рассматриваются такие темы, как полицентрическое право и предоставление общественных благ, таких как военная оборона, в безгосударственном обществе. Фридман утверждает, что правовая система без государства была бы полезна для общества в целом, включая бедных.
В то время как некоторые книги, поддерживающие подобные либертарианские и анархо-капиталистические взгляды, предлагают поддержку с точки зрения морали или естественных прав, Фридман (хотя он прямо отрицает, что является утилитаристом) здесь аргументирует в основном с точки зрения последствий предлагаемой им политики.
Фридман полагает, что все, что делается правительством, обходится по меньшей мере вдвое дороже, чем эквивалент, предоставляемый частными лицами, что было обозначено как его одноименный закон: «Любое правительство обходится в два раза дороже, чем кто-либо другой». В качестве доказательства он приводит такие примеры, как сравнение затрат Почтовой службы США на доставку посылок с затратами частных перевозчиков и затрат советского правительства по сравнению с рыночными услугами на Западе.

## Отзывы
Институт общественных дел, либертарианский аналитический центр, расположенный в Австралии, включил «Механику свободы» в список «20 лучших книг, которые вы должны прочитать перед смертью» в 2006 году.
Журнал Liberty включил книгу в десятку лучших либертарианских книг, похвалив Фридмана за рассмотрение проблем, связанных с частными системами национальной обороны, и попытку их решения.

## Книги по теме
- В книге Проблема политической власти Майкл Хьюмер[англ.] подробно развивает видение Фридманом анархо-капиталистического общества.
- Chaos Theory Роберта П. Мерфи[англ.]
- Order Without Law Роберта Элликсона
- К новой свободе: Либертарианский манифест Мюррея Ротбарда
- The Market for Liberty[англ.] Линды и Морриса Таннехилл
- The Enterprise of Law Брюса Л. Бенсона[англ.]